# 渡辺真美
渡辺（渡邊） 真美（わたなべ まみ、1969年9月22日 - ）は、日本の歌手。元B.B.クィーンズ、Mi-Keのメンバーでコーラス担当。音楽制作における名前はJanMei（チャンメイ、真美の広東語読み）。2016年3月より麻宮 百（まみや もも）として活動する。
東京都両国出身。学習院大学文学部英米文学科卒業。

## 略歴・人物
東京都出身だが、フランス（小6 - 中2）、マレーシア（中3 - 高2）で生活経験のある帰国子女である。帰国後、東京学芸大学附属高等学校大泉校舎（生徒全員が帰国子女）に編入し、学習院大学文学部英米文学科卒。
B.B.クィーンズ、Mi-Ke、Love&Jealousのメンバーを経て、ソロ活動に転向。2008年2月より「JanMei MySpace Blog」（後に「JanMei's Blog」に移行）を開始するとともに、2009年12月までは東京・恵比寿のダイニング・バー「ケセラ」にてライブを定期開催し、2009年4月に初のソロミニアルバム「東京フラワー」を発売した。都内のライブ・ハウスやジャズ・クラブでライブを開催しながら、2011年1月、新曲「切なさに染まっても儚（はかな）さに迷っても」をJanMei MySpace Blogにアップ。セカンドアルバム「月と苺（いちご）」を同年4月13日にリリース。
2016年3月に麻宮 百（まみや もも）に改名。
好きな習いごとは和太鼓、フランス語、広東語、ヨガ、乗馬である。

## ディスコグラフィ

### ミニアルバム
- 東京フラワー（2009年4月）
- 月と苺（2011年4月）